# Carangoides bajad
Carangoides bajad és un peix teleosti de la família dels caràngids i de l'ordre dels perciformes que es troba des de les costes del Mar Roig, del Golf d'Aden, del Golf Pèrsic i del Golf d'Oman fins a les d'Indonèsia, del Golf de Siam, de les Filipines i d'Okinawa.
Pot arribar als 55 cm de llargària total.